# L'esmolet
L'esmolet (Точильщик, Tochil'schik Printsip Mel'kaniia en rus), també anomenat L'esmolador de ganivets, és un quadre cubo-futurista pintat entre els anys 1912 i 1913 per l'artista rus Kazimir Malèvitx. Conté d'una banda la fragmentació de les formes, associada al futurisme, i, d'altra banda, la geometria abstracta, pròpia del cubisme. Des de 2014 l'obra és propietat de la Universitat Yale, a New Haven, Connecticut.